# Česko-dánské vztahy

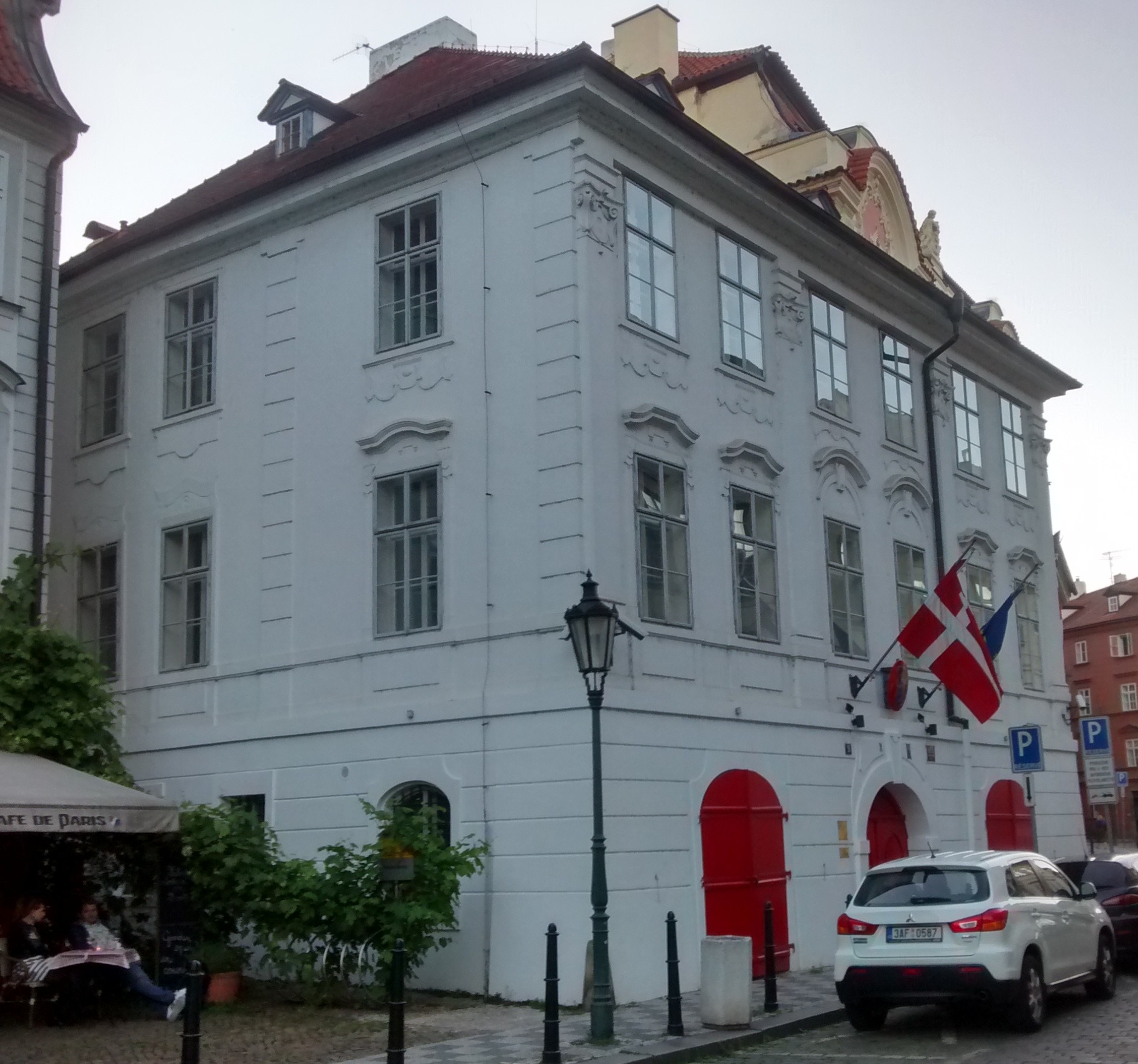
Dánské velvyslanectví v Praze

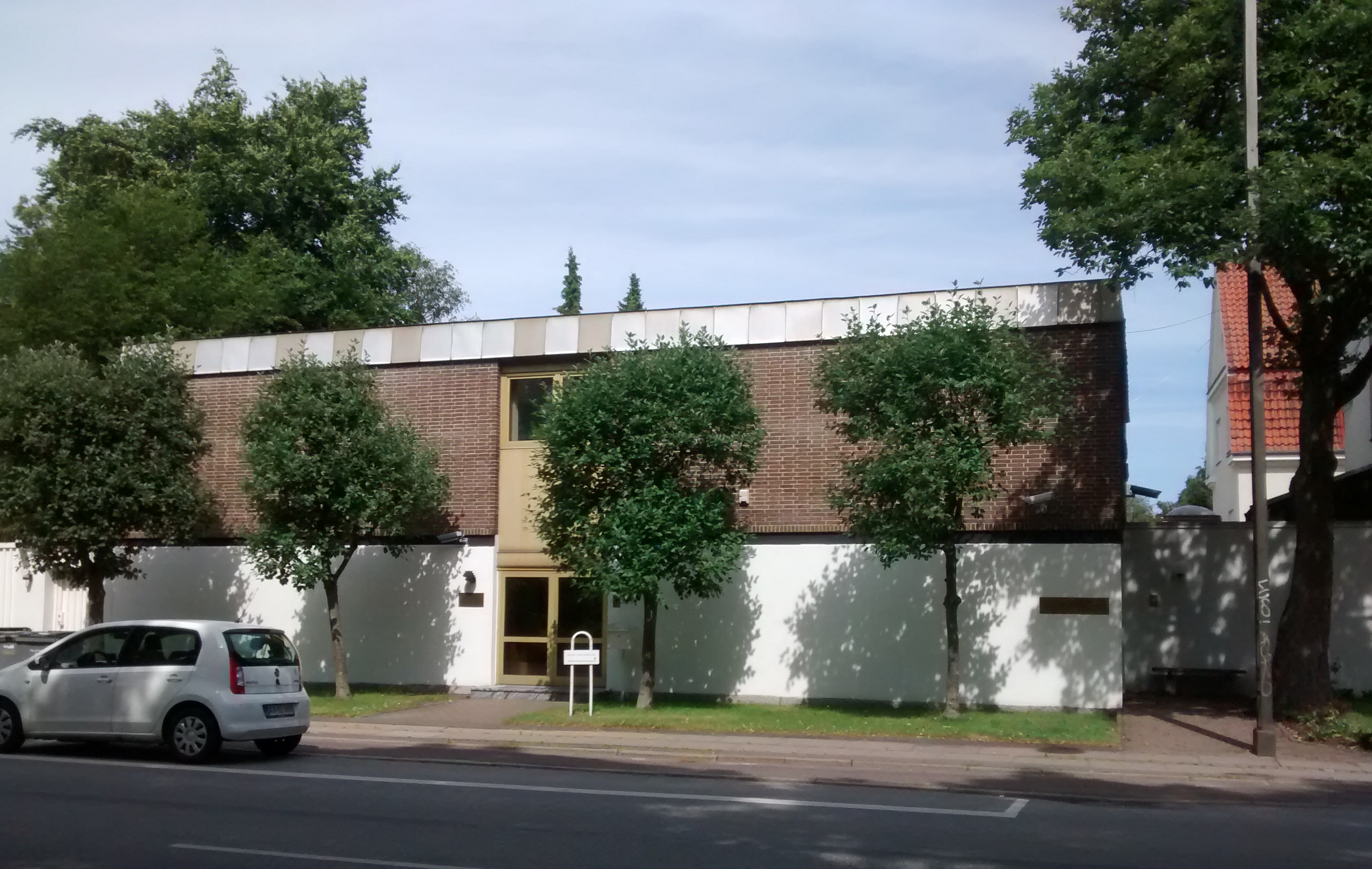
České velvyslanectví v Kodani

Česko-dánské vztahy jsou vztahy mezi Českem a Dánskem. Česko má velvyslanectví v Kodani a honorární konzulát v Aarhusu. Dánsko má velvyslanectví v Praze. Diplomatické styky mezi oběma zeměmi byly navázány 1. ledna 1993. Vztahy mezi Českem a Dánskem jsou popisovány jako „dobré“. Obe země jsou řádnými členy Evropské unie a NATO.

## Vztahy s Československem
Diplomatické styky byly navázány 21. června 1949. V roce 1968 byla v Praze podepsána smlouva o kulturní a vědecké spolupráci. V 70. letech 20. století dosahoval obchod mezi oběma zeměmi 400 milionů československých korun ročně.
Po druhé světové válce, v roce 1946, letělo první letadlo, které přistálo na kodaňském letišti, z Prahy. Na letišti visí na stožáru česká vlajka.

## Obchod a investice
Dánský vývoz činil v roce 2009 4 miliony DKK a dovoz 4 miliony DKK.
Dánské investice v Česku činily 10 miliard DKK. Investice dánských firem v Česku posílily bilaterální přátelství mezi oběma zeměmi. Mezi dánské společnosti, které mají investice v České republice, patří například Lego, A. P. Moller-Maersk Group a Bang & Olufsen.

## Státní návštěvy
V roce 1994 navštívila Česko královna Markéta II. Dánská a v roce 2006 navštívil Kodaň český prezident Václav Klaus.

## Tycho Brahe
Tycho Brahe byl dánský šlechtic známý svými přesnými a komplexními astronomickými a planetárními pozorováními. Tycho, pocházející ze Skåne (tehdejší Dánsko, nyní součásti Švédska), byl za svého života známý jako astronom a alchymista. Zemřel v Praze.
Výzkumy naznačují, že Tycho nezemřel na problémy s močením, ale na otravu rtutí – v jeho kníru byly naměřeny její extrémně toxické hodnoty. Výsledky však nebyly průkazné. Pražský magistrát schválil žádost dánských vědců o exhumaci ostatků v únoru 2010 a v listopadu 2010 přijel tým českých a dánských vědců z Aarhuské univerzity, aby odebral vzorky kostí, vlasů a oblečení k analýze.